# Елизабет фон Пфалц-Цвайбрюкен (1642 – 1677)
Елизабет фон Пфалц-Цвайбрюкен (на немски: Elisabeth von Pfalz-Zweibrücken; * 22 март 1642, Майзенхайм; † 18 април 1677, Бернбург) от род Вителсбахи, е пфалцграфиня от Пфалц-Цвайбрюкен и чрез женитба княгиня на Анхалт-Бернбург.

## Живот
Тя е най-възрастната дъщеря на пфалцграф и херцог Фридрих фон Пфалц-Цвайбрюкен (1616 – 1661) и съпругата му Анна Юлиана (1617 – 1667), дъщеря на граф Вилхелм Лудвиг фон Насау-Саарбрюкен.
Елизабет се омъжва на 16 октомври 1667 г. в Майзенхайм за княз Виктор I Амадей фон Анхалт-Бернбург (1634 – 1718) от династията Аскани. Тя умира при раждането на петия си син.

## Фамилия
Елизабет и Виктор I Амадей имат децата:
- Карл Фридрих (1668 – 1721), княз на Анхалт-Бернбург

∞ 1. 1692 графиня София Албертина фон Золмс-Зоненвалде (1672 – 1708)
∞ 2. 1715 Вилхелмина Шарлота Нюслер (1683 – 1740), графиня фон Баленщет 1719
- Лебрехт (1669 – 1727), княз на Анхалт-Бернбург-Хойм

∞ 1. 1692 принцеса Шарлота фон Насау-Диленбург (1673 – 1700)
∞ 2. 1702 фрайин Еберардина ван Вееде (1685 – 1724), графиня фон Вееде 1703
∞ 3. 1725 София фон Ингерслебен († 1726)
- София Юлиана (1672 – 1674)
- Йохан Георг (1674 – 1691), убит
- Христиан (*/† 1675)
- син (*/† 1677)